# Доберанский монастырь

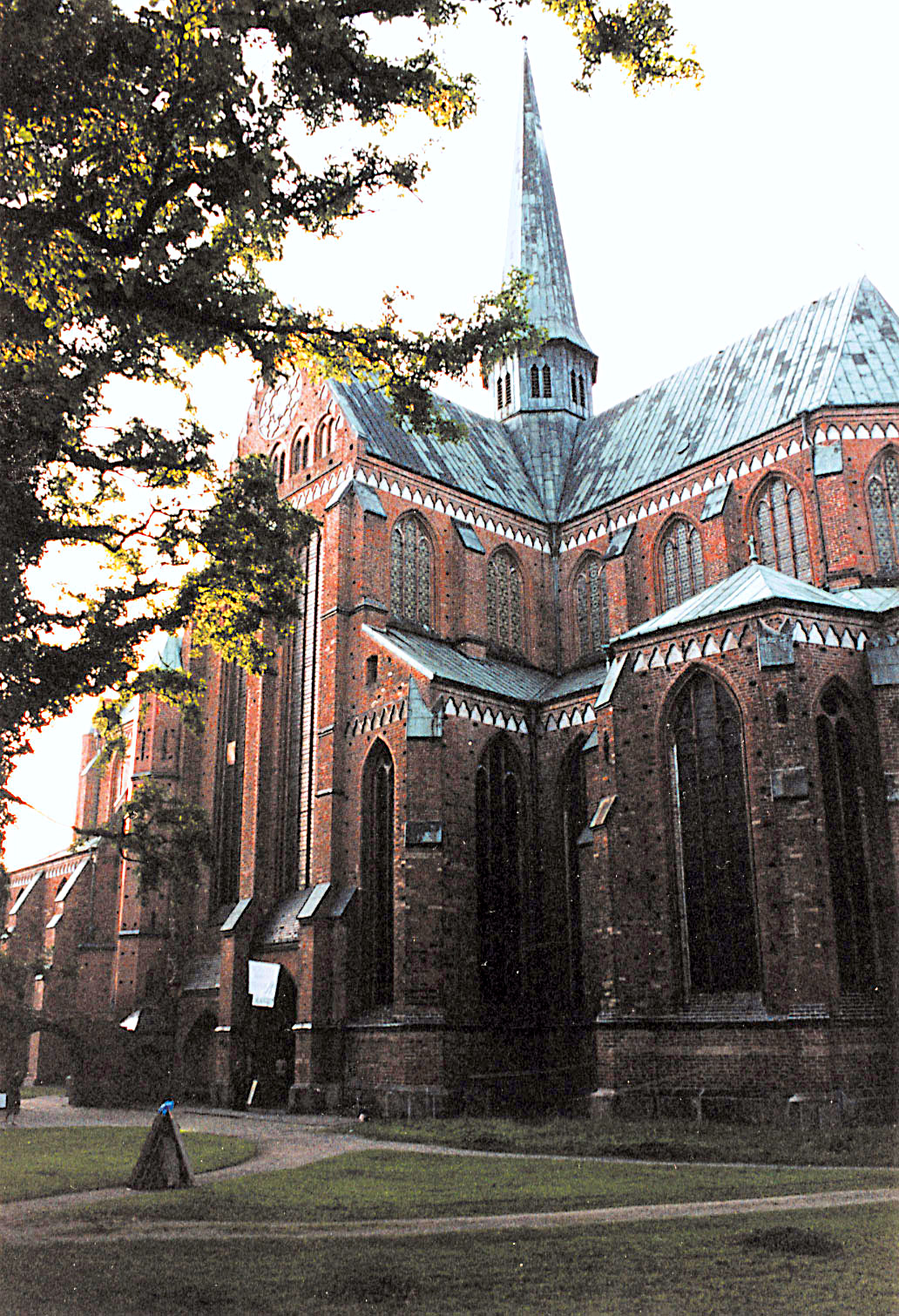
Доберанская монастырская церковь

Доберанский монастырь (нем. Kloster Doberan) — бывший цистерцианский монастырь в Бад-Доберане. Первый монастырь, учреждённый в Мекленбурге, он появился после крещения князя вендов Прибислава и превратился в важный духовный, политический и экономический центр. Монастырская церковь относится к наиболее известным образцам кирпичной готики на территории Мекленбурга — Передней Померании. До Реформации монастырь был крупным землевладельцем и служил местом погребения мекленбургских правителей.

## История
Потерпев поражение от Генриха Льва, князь Прибислав стал его вассалом и крестился в 1164 году. Победитель выдвинул условие — построить монастыри для распространения и укрепления христианской веры. Первый епископ Шверина Берно поручил строительство первого монастыря в Мекленбурге на Везерском нагорье конвенту монахов-цистерцианцев из монастыря Амелунгсборг. Цистерцианцы прославились своими хозяйственными успехами и идеально подходили для выполнения непростой задачи возведения духовного и экономического центра в глубине нехристианских земель и, следовательно, во враждебно настроенном окружении.
1 марта 1171 года на территории современного района Альтхоф Бад-Доберана поселились двенадцать монахов с аббатом Конрадом. Количество братьев отвечало общей и соблюдаемой цистерцианцами монашеской традиции: это было минимальное количество для образования конвента, который должен был напоминать о библейских апостолах с Христом во главе. В поддержку монахам с ними прибыло 25 мирян. Уже вскоре монастырь владел большими территориями, полученными от пожертвователей, которые простирались от Ростока на востоке и до Крёпелина на западе, а на юге доходили до Затова.
Ещё монастырь Альтхофе использовался как усыпальница правящей мекленбургской династии. В 1172 году в нём была похоронена Воислава, супруга Прибислава. Сохранившаяся до настоящего времени Альтхофская капелла, вероятно, была построена в XIV веке над этой могилой.
После смерти Прибислава 30 декабря 1178 года в результате неудачного падения на турнире в Люнебурге на недавно христианизированных землях вспыхнули новые войны и беспорядки, в результате которых 10 ноября 1179 года монастырь был разгромлен, а все 78 его обитателей, в том числе все монахи, были убиты. В Альтхофе поныне сохранились руины старого монастырского амбара. Монастырь был восстановлен в 1186 году в Доберане.
12 октября 1232 года на территории монастыря в присутствии высокопоставленных духовных и светских лиц была освещена романская церковь. Церемонию освящения провёл епископ шверинский Брунвард. 30 мая 1291 года в результате попадания молнии загорелось одно из монастырских зданий, пожар распространился и охватил даже стропила монастырской церкви, полностью разрушив их вместе с деревянной крышей. Крышу можно было и восстановить, но финансовых средств у монастыря уже хватало на возведение нового церковного здания. Строительство началось в 1292 году при аббате Иоганне Даленском с использованием сохранившегося материалов романской церкви. В 1296 году церковь уже была готова без отделки, но с готической крышей. В 1301 году при аббате Иоганне Эльбингском был освящён первый бронзовый колокол. Спустя девять лет было готово первичное оформление хоров, главный алтарь был готов ещё в 1300 году. 4 июня 1368 года состоялось освящение монастырской церкви, которая стала главной усыпальницей средневековых правителей Мекленбурга.
В XIII веке Доберан стал центром паломничества к чудо-гостии со «святой кровью», которая хранилась в главном алтаре монастырской церкви. В XIV веке монастырь стал ареной противостояния между саксонскими и славянскими мирянами, которое в 1336 году вылилось в открытый конфликт и достигло своего пика в 1337 году, когда монахи-саксы бежали в Росток. Несмотря на все сложности монастырь хорошо развивался и достиг своего расцвета в XV веке, чему способствовало полученное ремесленниками в 1218 году право селиться внутри монастыря. Монастырь владел мельницами в Гюстрове, Пархиме, Мальхине и Гноиене и солеварнями в Люнебурге и Зюльце. Многочисленные хозяйства, в которых работали миряне, снабжали монастырь продовольствием и другой сельскохозяйственной продукцией. Монастырь также занимался производством стекла, до 1218 года став первым в этом деле согласно историческим документам. Монастырь даже занимался на собственном торговом флоте торговлей сельдью, которую вылавливалась опять же на собственных лодках.
В церковной политике монастырь добился огромного значения, когда в 1402 году аббат Доберана получил от папы Бонифация IX право пользования епископскими регалиями. Папа Мартин V в 1430 году назначил аббата монастыря куратором Ростокского университета, основанного в 1419 году.
Количество сторонников Реформации и приверженцев учения Мартина Лютера, среди которых были герцоги Мекленбурга Генрих V и Альбрехт VII, в Мекленбурге росло. Альбрехт VII вскоре вновь вернулся в католицизм, а его брат Генрих признал новое учение и в 1526 году вступил в Торгауский союз. Открытый конфликт между двумя братьями привёл к разделу Мекленбурга на Шверин и Гюстров, состоявшемуся 7 мая 1520 года по Нойбранденбургскому династийному договору. Доберанский монастырь оказался в шверинских владениях, подчинённых Генриху V. В 1521 году он назначил в Ростокский университет реформатора Иоахима Слютера. Благодаря Слютеру возникли тесные контакты с Виттенбергом. Слютер был также тем, кто продвигал Реформацию в Мекленбурге. Доберанский монастырь находился под защитой герцога, тем не менее, в ходе генеральной визитации, инициированной в 1552 году Иоганном Альбрехтом I, был опубликован пересмотренный церковный устав, урегулировавший вопросы секуляризации мекленбургских монастырей и передачу их имущества в домен правителей Мекленбурга. Так закончилась эра Доберанского монастыря, получившего подтверждение своих привилегий от императора Священной Римской империи Карла V в 1530 году. 7 марта 1552 года между аббатом Николаусом Пеперкорном и герцогом было заключено соглашение. Аббат заверил герцога в том, что монастырь передаст своё имущество добровольно и без принуждения и вместе со своими братьями удалился в дочерний монастырь Пельплин. Вероятно, упадок монастыря уже наметился до этого, поскольку он был вынужден отказаться от своего доминирующего положения в Ростокском университете ещё в 1419 году. В Доберане разместилась герцогские службы, а монастырь со своими владениями был передан герцогскому военачальнику Юргену Ратенову. Монастырская церковь лишилась своих реликвий, а монастырские сооружения подверглись частичному разрушению. Герцог Ульрих Мекленбург-Гюстровский сумел остановить этот процесс и спасти монастырскую церковь, в которой находились захоронения правящего дома. Вскоре после этого по инициативе супруги Ульриха, герцоги Елизаветы, в монастыре начался ремонт.
Пережив без особого ущерба секуляризацию, монастырские строения были разграблены и разрушены в 1637 году в ходе Тридцатилетней войны, когда монастырская церковь использовалась под склад. В конце войны некоторые постройки были снесены, а освободившийся кирпич использовался в том числе для строительства Гюстровского замка. Во время французской оккупации в 1806—1813 годах оставшиеся монастырские здания вновь пострадали, а в монастырской церкви опять разместился склад. В 1883—1896 годах монастырская церковь реставрировалась Готхильфом Людвигом Мёккелем. Интерьеры церкви были переоформлены в современном неоготическом стиле. В ходе реставрации, начавшейся в 1962 году, эти изменения интерьера в основном были устранены.